# Arp Life
Arp Life – studyjna grupa muzyczna, polski zespół instrumentalny, powstały w 1974 roku. Regularną działalność formacja zakończyła w 1978 roku, lecz nagrywała jeszcze w latach 80.
Nazwa zespołu pochodzi od słowa Arp – nazwy polifonicznego syntezatora (i firmy go produkującej), chociaż muzycy nie wykorzystywali tego instrumentu.

## Historia
Zespół założony został przez perkusistę Ryszarda Szumlicza i Mateusza Święcickiego, grającego na keyboardzie. Był to jeden z pierwszych polskich zespołów, które wykorzystywały keyboard, a według Andrzeja Korzyńskiego pierwsza polska grupa muzyczna grająca muzykę elektroniczną.
Nie miał stałego składu osobowego, instrumentaliści byli zapraszani na sesje nagraniowe zespołu, zaś przez jego skład przewinęli się m.in. gitarzyści: Jan Drozdowski, Marek Bliziński, Winicjusz Chróst; basiści: Aleksander Machnacz, Józef Sikorski; perkusiści: Bogdan Kulik, Józef Gawrych, Wojciech Kowalewski; klawiszowcy: Jan Jarczyk, Sławomir Kulpowicz, Paweł Perliński, Janusz Pliwko, Marian Siejka, Ryszard Siwy, a także: Henryk Miśkiewicz (saksofon), Zbigniew Jaremko (saksofon), Zygmunt Zgraja (harmonijka ustna), Ryszard Tuszewski (flet), Wacław Lesicki (flet).
Grupa Arp Life nagrywała muzykę teatralną (Warszawa, Katowice) i filmową (do filmów krótkometrażowych i dla Polskiej Kroniki Filmowej).
Współpracował także z wieloma znanymi wykonawcami i grupami muzycznymi, m.in. z Anną Jantar, Krystyną Prońko, z Czerwonymi Gitarami, 2 plus 1, a od 1976 z muzykami i kompozytorami, którzy chcieli korzystać z osiągnięć muzyki elektronicznej.
Muzykę Arp Life wykorzystywano także jako dżingle, ilustracje muzyczne czołówek programów telewizyjnych i różnego rodzaju muzykę użytkową. Muzycy opracowali i nagrali również wiele popularnych utworów w nowych wersjach. Były to m.in. znane tanga, jak np. Jalousie czy Tango milonga.
Działalności grupy Arp Life patronowali Maciej Śniegocki i Andrzej Korzyński.

## Dyskografia

### Albumy
- Arp Life: Jumbo Jet, LP, Polskie Nagrania „Muza” SX 1509, 1977

utwory:
- - Jumbo Jet
  - Adolfino Tango
  - Apolobomba
  - Besame Mucho
  - Baby-Bump
  - Tango Milonga
  - Olo-boogie
  - Hotel Victoria
  - Jalousie
  - Motor-rock
  - Bu-bu
- Arp Life: Jumbo Jet, CD, GAD Records GAD 020, 2014[3]

bonusy:
- - Bam Bam Bam
  - Papagayo
  - Lollypop
  - Marmurarz
  - Akwarele
  - Słoń i mrówka
  - Klik Klak
  - Krąży, krąży złoty pieniądz
  - San Jose
  - Tango Mundial
  - Bump
  - Bilbao
  - Adelajda
  - Tonpress
- Arp Life: Z bezpieczną szybkością, MC Wifon NK 519, 1978; Z bezpieczną szybkością, LP GAD Records GAD 004, 2015[4][5]

utwory:
- - Motor Rock
  - Bam bam bam
  - Papagayo
  - Lollypop
  - Marmurarz
  - Besame mucho
  - Tango Milonga
  - Akwarele
  - Słoń i mrówka
  - Klik klak
  - Krąży, krąży złoty pieniądz
  - San Jose
  - Tango mistrzów
- Arp Life: Komplet 1975-1978 (GAD Records, GAD CD 117) (3 CD)[6]
- CD 1: Jumbo Jet / Z bezpieczną szybkością

utwory:
- - Jumbo Jet
  - Adolfino Tango
  - Apolobamba
  - Besame Mucho
  - Baby-Bump
  - Tango Milonga
  - Olo-Boogie
  - Hotel Victoria
  - Jalousie
  - Motor-Rock
  - Bu-Bu
  - Bam Bam Bam
  - Papagayo
  - Lollypop
  - Marmurarz
  - Akwarele
  - Słoń i mrówka
  - Klik Klak
  - Krąży, krąży złoty pieniądz
  - San Jose
  - Tango Mundial (Tango mistrzostw)
- CD 2: Radio Sessions 1975-1976

utwory:
- - Bump
  - Ina
  - Adelajda
  - Jupiter
  - Mambo-Jambo
  - Wielki układ
  - Och Celino
  - Go-go Rock
  - Niebo bez chmurki
  - Hopel Popel
  - Motylek
  - Poranny lot
  - Podmoskiewskie wieczory
  - Uderzenie Kung-Fu
  - Roza Roza
  - Krótkie życie
  - Rock maszyna
  - Bilbao
  - Miasto we mgle
  - Mango Limbo
  - Hej bokser
  - Tonpress (niewykorzystany sygnał)
- CD 3: Radio Sessions 1975-76 / Extras

utwory:
- - O Mister Kit
  - Sam na sam
  - El Cumbanchero
  - Okrągły tydzień
  - Słuchaj kropli
  - Dom
  - Kookabura
  - Szczęśliwy październik
  - Welwet
  - Żółta rezeda
  - Hipnoza głębin
  - Kookabura II
  - Na zawsze twoja dziewczyna
  - Kosmos ’78
  - Między ziemią a niebem
  - Na zawsze twoja dziewczyna (film version)
  - Zielona miłość 1
  - Zielona miłość 2
  - Struny 1
  - Struny 2
  - Struny 3
  - Struny 4
  - Struny 5

### Single[7]
- Bilbao / Bu-Bu, Tonpress, S-36
- Tango Jalousie / Adelajda, Tonpress, S-64

### Kompilacje
- Andrzej Korzyński – 80, GAD Records, GAD CD 118 / GAD LP 034[8]

## Najważniejsze utwory
- Jalousie
- Adolfino Tango
- Na zawsze twoja dziewczyna
- Kokabura
- Welwet